# World Fighting Championship Akhmat
World Fighting Championship Akhmat (сокр. WFCA, Мировой бойцовский чемпионат Ахмат) — российская спортивная организация, базировавшаяся в Грозном и проводившая бои по Смешанным единоборствам.

## История
WFCA была основана в 2015 году в Грозном на базе бойцовского клуба «Ахмат». Дебютный турнир WFCA 1 Grozny Battle прошёл в столице Чеченской Республики 14 марта 2015 года.
Первые пояса были разыграны 4 октября 2016 года на турнире WFCA 30 в рамках Гран-При «Ахмат». Всего было проведено более 50 ивентов в России, Казахстане, Киргизии Азербайджане. Бойцами лиги были такие известные спортсмены, как Мухомад Вахаев, Магомед Бибулатов, Абубакар Вагаев, Хусейн Халиев, Александр Емельяненко, Салман Жамалдаев, Юнус Евлоев, Зелемхан Умиев, Евгений Гончаров, Магомед Анкалаев, Саламу Абдурахманов и другие.
В декабре 2018 года организация прекратила своё существование, будучи выкупленной ACB и войдя в его состав. Объединённая лига стала называться ACA.